# Joanna Nowiak
Joanna Nowiak (ur. 23 kwietnia 1970 w Skierniewicach) – polska polityk, nauczyciel akademicki, posłanka na Sejm IV kadencji.

## Życiorys
Ukończyła w 1994 studia na Wydziale Nauk Społecznych Uniwersytetu im. Adama Mickiewicza, w 1999 uzyskała stopień doktora. Pracowała jako adiunkt na Wydziale Nauk Politycznych i Dziennikarstwa UAM.
Sprawowała mandat posła na Sejm IV kadencji z okręgu poznańskiego, wybranego z listy Sojuszu Lewicy Demokratycznej. Pracowała m.in. w Komisji Spraw Zagranicznych oraz Komisji Europejskiej. W trakcie kadencji odeszła z SLD. W 2005 nie ubiegała się o reelekcję, rok później bezskutecznie kandydowała w wyborach do rady miejskiej w Poznaniu z listy lokalnego komitetu.